# Tritaeniopteron punctatipleurum
Tritaeniopteron punctatipleurum är en tvåvingeart som först beskrevs av Senior-white 1922.  Tritaeniopteron punctatipleurum ingår i släktet Tritaeniopteron och familjen borrflugor.
Artens utbredningsområde är Sri Lanka. Inga underarter finns listade i Catalogue of Life.